# Clansaias
Clansayes és un municipi francès situat al departament de la Droma i a la regió d'Alvèrnia-Roine-Alps. L'any 2007 tenia 523 habitants.

## Demografia

### Població
El 2007 la població de fet de Clansayes era de 523 persones. Hi havia 192 famílies de les quals 28 eren unipersonals (12 homes vivint sols i 16 dones vivint soles), 72 parelles sense fills, 76 parelles amb fills i 16 famílies monoparentals amb fills.
La població ha evolucionat segons el següent gràfic:
Habitants censats

### Habitatges
El 2007 hi havia 238 habitatges, 192 eren l'habitatge principal de la família, 34 eren segones residències i 12 estaven desocupats. 229 eren cases i 4 eren apartaments. Dels 192 habitatges principals, 169 estaven ocupats pels seus propietaris, 17 estaven llogats i ocupats pels llogaters i 6 estaven cedits a títol gratuït; 3 tenien una cambra, 3 en tenien dues, 9 en tenien tres, 37 en tenien quatre i 140 en tenien cinc o més. 151 habitatges disposaven pel capbaix d'una plaça de pàrquing. A 57 habitatges hi havia un automòbil i a 131 n'hi havia dos o més.

### Piràmide de població
La piràmide de població per edats i sexe el 2009 era:
| Homes | Edats   | Dones |
| ----- | ------- | ----- |
| 0     | 95 o +  | 0     |
| 0     | 90 a 94 | 0     |
| 0     | 85 a 89 | 0     |
| 0     | 80 a 84 | 0     |
| 0     | 75 a 79 | 4     |
| 16    | 70 a 74 | 4     |
| 8     | 65 a 69 | 12    |
| 8     | 60 a 64 | 12    |
| 8     | 55 a 59 | 12    |
| 20    | 50 a 54 | 12    |
| 20    | 45 a 49 | 16    |
| 36    | 40 a 44 | 28    |
| 16    | 35 a 39 | 24    |
| 12    | 30 a 34 | 8     |
| 4     | 25 a 29 | 12    |
| 12    | 20 a 24 | 8     |
| 28    | 15 a 19 | 16    |
| 16    | 10 a 14 | 24    |
| 24    | 5 a 9   | 4     |
| 8     | 0 a 4   | 12    |

## Economia
El 2007 la població en edat de treballar era de 368 persones, 270 eren actives i 98 eren inactives. De les 270 persones actives 246 estaven ocupades (141 homes i 105 dones) i 24 estaven aturades (10 homes i 14 dones). De les 98 persones inactives 32 estaven jubilades, 37 estaven estudiant i 29 estaven classificades com a «altres inactius».

### Ingressos
El 2009 a Clansayes hi havia 194 unitats fiscals que integraven 533 persones, la mediana anual d'ingressos fiscals per persona era de 20.581 €.

### Activitats econòmiques
Dels 22 establiments que hi havia el 2007, 1 era d'una empresa alimentària, 6 d'empreses de construcció, 1 d'una empresa de comerç i reparació d'automòbils, 1 d'una empresa de transport, 3 d'empreses d'hostatgeria i restauració, 1 d'una empresa financera, 7 d'empreses de serveis, 1 d'una entitat de l'administració pública i 1 d'una empresa classificada com a «altres activitats de serveis».
Dels 7 establiments de servei als particulars que hi havia el 2009, 3 eren paletes, 1 guixaire pintor, 1 electricista, 1 restaurant i 1 saló de bellesa.
L'únic establiment comercial que hi havia el 2009 era una peixateria.
L'any 2000 a Clansayes hi havia 36 explotacions agrícoles que ocupaven un total de 576 hectàrees.

## Poblacions més properes
El següent diagrama mostra les poblacions més properes.